# Clube de Futebol Os Sanjoanenses
O Clube de Futebol Os Sanjoanenses (Sanjoanense, crioulo cabo-verdiano, ALUPEC ou ALUPEK: Sanjoanensi) é um clube poliesportivo da vila de Porto Novo, na Ilha de Santo Antão, em Cabo Verde. Há no clube departamentos que incluem futebol e atletismo.
Fundado em 4 de fevereiro de 1984, o clube Os Sanjoanenses venceu o único título insular, em 2002, e o único título da taça, em 2005. Retornou em 12 de novembro de 2016, após uma temporada jogando contra o Santo André.
O Clube tem a sua sede na Ribeira das Patas, em Santo Antão, e o seu nome está associado a São João Baptista, patrono da Igreja Católica local.

## Títulos
- Liga Insular do Santo Antão: 1

2001/02
- Taça do Porto Novo: 1

2004/05

## Futebol

### Palmarés
| Escalão | Nº Presenças | Títulos | Melhor Classificação |
| I       | 1            | 0       | 7a                   |
| II      | 25-30        | 1       | 1a                   |

### Classificações

#### Nacionais
| Temporada | Div | Pos | Pts   | J | V | E | D | G.M. | G.S. | Diff. |
| 2002      | 1   | 7   | 6 pts | 8 | 0 | 2 | 6 | 8    | 21   | -3    |

#### Regionais
| Temporada | Div | Pos | Pts    | J  | V | E | D | G.M. | G.S. | Diff. |
| 2001-02   | 2   | 1   | -      | -  | - | - | - | -    | -    | -     |
| 2013-14   | 2   | 4   | 14 pts | 12 | 4 | 2 | 6 | 14   | 17   | -3    |
| 2014-15   | 2   | 3   | 20 pts | 12 | 6 | 2 | 4 | 21   | 19   | +2    |

## Estatísticas
- Melhor posição: 7ª (nacional)
- Melhor posição na taça regional: 1ª (regional)
- Jogos totais: 8ª (nacional)
- Pontos totais: 6ª (nacional)
- Vitórias totais: 2ª (nacional)
- Gols totais: 21ª (nacional)
- Derrotas totais: 6ª (nacional)